# 翡麦
翡麦（英語：Freekeh，有时拼写为frikeh或farik，阿拉伯语：‎，/fɺi：kə/）是由绿色硬质小麦经过烘烤并揉搓制成的谷物食品，因为其加工方法而有着特别的风味。翡麦是一种源自黎凡特和北非菜肴的古老食物，在地中海东部盆地的许多硬粒小麦起源地的国家仍然很受欢迎。
其制作方法是当小麦颗粒为黄色，且是软的时候收割，然后堆积起来并晒干。堆积起来的麦子会被小心点燃，只烧掉稻草和谷壳。在这些条件下，种子的高水分含量可防止它们被一起烧掉。烤过的小麦会被脱粒并晒干以获得均匀的风味，质地和颜色。这种谷物的脱粒或揉搓过程使这种食物得名，即farīk或“摩擦”。最后小麦种子被碾碎，变成绿色的碾碎的干小麦。